# Голубівка (Великобурлуцька селищна громада)
Голубі́вка —  село в Україні, у Великобурлуцькій селищній громаді Куп'янського району Харківської області. Населення становить 106 осіб. До 2020 орган місцевого самоврядування — Великобурлуцька селищна рада.

## Географія
Село Голубівка знаходиться на правому березі річки Великий Бурлук, вище за течією примикає до села Плоске, на протилежному березі село Лебедівка, нижче за течією на відстані 3 км село Червона Хвиля. На річці побудована гребля, яка утворює водосховище (~ 300 га).
У селі є лише одна вулиця - Лугова.

## Історія
12 червня 2020 року, відповідно до розпорядження Кабінету Міністрів України № 725-р «Про визначення адміністративних центрів та затвердження територій територіальних громад Харківської області», увійшло до складу Великобурлуцької селищної громади.
19 липня 2020 року, в результаті адміністративно-територіальної реформи та ліквідації Великобурлуцького району, село увійшло до складу Куп'янського району Харківської області.
24 лютого 2022 року почалася російська окупація села.
11 вересня 2022 року Збройні Сил України в ході Харківської контрнаступальної операції звільнили від російських окупантів населені пункти Великобурлуцької селищної територіальної громади.